# Куляба (деревня)
Куляба — деревня в Кыштовском районе Новосибирской области. Административный центр Кулябинского сельсовета.

## География
Площадь деревни — 47 гектаров.

## Население
| 2002 | 2007 | 2010 |
| ---- | ---- | ---- |
| 307  | ↘241 | ↘218 |

## Инфраструктура
В деревне по данным на 2007 год функционируют 1 учреждение здравоохранения и 1 учреждение образования.